# Carlos Nepomuceno
Carlos Nepomuceno é jornalista, consultor e professor e pesquisa há mais de 10 anos as causas e consequências da chegada da internet para a sociedade. Escolhido pela Revista Info como um dos 50 Campeões brasileiros de inovação em 2007, ele defende que a principal causa da revolução cognitiva atual é o aumento da população de 1 bilhão para 7 bilhões nos últimos 200 anos.[carece de fontes?]
Na opinião do filósofo francês Pierre Lévy, Gestão 3.0: A Crise das Organizações (2013), o mais recente livro de Nepomuceno, “fornece as respostas para quem quer compreender como a internet pode reinventar o processo de tomada de decisão no mundo.” Na obra, ele argumenta que a Revolução Cognitiva introduz uma nova forma de comunicação digital, que tem como ponto central a possibilidade de cada usuário da rede informar os outros por meio de seus rastros digitais, num espaço de troca similar ao das formigas. A quantidade de indivíduos no planeta hoje acaba por obrigar a espécie humana a sofisticar os ambientes de comunicação, de aprendizagem e produção.
Sobre as Manifestações no Brasil em 2013, a ex-ministra e ex-senadora Marina Silva diz que as pessoas querem ser protagonistas e se reconectar com a potência transformadora do ato político e cita Nepomuceno ao declarar que, se a impressão em papel, a Revolução Francesa e a Independência dos Estados Unidos foram os três fatores que ajudaram a transformar o mundo, eles são insuficientes para configurar um planeta com sete bilhões de seres humanos e uma ferramenta como a internet, que quebra as estruturas convencionais de intermediação da informação.
Autor do livro O Conhecimento em Rede: Como Implantar Projetos de Inteligência Coletiva (2007) em parceria com Marcos Cavalcanti do Centro de Referência em Inteligência Empresarial (Crie) da Universidade Federal do Rio de Janeiro/Coppe, Carlos Nepomuceno também publica e-books reunindo sua produção no blog Nepo.com.br. É Doutor em Ciência da Informação pela Universidade Federal Fluminense/IBICT, dá aulas em cursos de pós-graduação e tem se dedicado à implantação de laboratórios de inovação digital participativos em organizações públicas e privadas.

## Suas publicações
- NEPOMUCENO, C. Gestão 3.0: a crise das organizações tradicionais. 1. ed. Rio de Janeiro: Campus, 2013. 192p.

- NEPOMUCENO, C; CAVALCANTI, M. Conhecimento em Rede. 1. ed. Rio de Janeiro: Campus Elsevier, 2006. 160p.